# EA Sports FC 24
EA Sports FC 24 (parfois abrégé en EAFC 24 ou simplement FC 24) est un jeu vidéo de football développé par Electronic Arts et édité par EA Sports, sorti le 29 septembre 2023 sur Microsoft Windows, PlayStation 4, PlayStation 5, Xbox One, Xbox Series et Nintendo Switch. Il s'agit du successeur de FIFA 23 et du premier épisode de la série EA Sports FC du fait du manque du renouvellement du partenariat entre EA et la FIFA à cause d'un désaccord financier, ce qui signifie la fin de ce partenariat.

## Système de jeu
EA Sports FC 24 conserve un gameplay similaire aux précédents épisodes de la série FIFA avec une technologie bien plus avancée que le précédent opus. Cependant, plusieurs gros changements sont proposés :
- Le premier changement est l'arrivée du cross-play en club pro entre les joueurs de consoles de même génération : les joueurs PS5, PC, Xbox Series peuvent ainsi jouer ensemble, tout comme les joueurs PS4 et Xbox One. Les joueurs Switch ne bénéficient pas de cette nouveauté[1] ;
- Les objectifs d'évolutions font leur arrivée sur le jeu. Ces objectifs à réaliser permettent d'améliorer les joueurs en mode Ultimate Team au fil du temps[2] ;
- Les styles de jeu sont des capacités spécifiques à certains joueurs, leur offrant une capacité sur puissante. Haaland bénéficie par exemple d'une frappe bien à lui[3] ;
- Les équipes mixtes font aussi leur apparition dans le jeu notamment en mode Ultimate Team[4].
- La version Switch est nettement améliorée par rapport aux opus précédents, cette année elle contient pour la première fois le moteur graphique Frostbite (qui est celui de la PS4 et de la Xbox One) et contient également tous les modes du jeu.

### Compétitions internationales

#### Compétition pour les sélections nationales
À l'occasion de l'Euro 2024, le championnat est ajouté lors d'une mise à jour,.
Comme la Coupe asiatique des nations est sponsorisée par le concurrent eFootball, l'Australie et la Chine ne sont pas dans le jeu[réf. nécessaire].

#### Compétitions internationales de clubs masculins
- Si vous ne connaissez pas le sujet, laissez ce bandeau (vous pouvez alors contacter les auteurs).
- Si vous supprimez le contenu mis en cause (vous pouvez préalablement contacter les auteurs),

argumentez précisément cette suppression dans la page de discussion
(un manque de référence n'est pas un argument ; une recherche réelle de référence doit avoir été effectuée, être formellement documentée).
Il est fort probable qu'en raison de la perte de la licence FIFA, EA Sports ait aussi perdu la licence de la Coupe du monde des clubs de la FIFA.
Concernant la Coupe d'Asie (compétition fictive semblable à la Ligue des Champions de l'AFC) qui était présente dans FIFA 23, nous ne disposons d'aucune information concrète pour savoir si elle sera reconduite sur cet opus.
| Confédération | Compétition             |
| ------------- | ----------------------- |
| CONMEBOL      | Copa Libertadores       |
| CONMEBOL      | Copa Sudamericana       |
| CONMEBOL      | Recopa Sudamericana     |
| UEFA          | Ligue des champions     |
| UEFA          | Ligue Europa            |
| UEFA          | Ligue Europa Conférence |
| UEFA          | Supercoupe              |

#### Compétition internationale de clubs féminins
| Confédération | Compétition                  |
| ------------- | ---------------------------- |
| UEFA          | Ligue des champions féminine |

### Compétitions nationales

#### Compétitions nationales féminines
Cette année, deux nouveaux championnats féminins apparaissent : la première division allemande ainsi que la première division espagnole, qui viendront s'ajouter aux côtés des trois autres championnats féminins qui étaient déjà présents dans FIFA 23.
| Confédération | Pays       | Division                               |
| ------------- | ---------- | -------------------------------------- |
| CONCACAF      | États-Unis | NWSL                                   |
| UEFA          | Allemagne  | Google Pixel Frauen Bundesliga Nouveau |
| UEFA          | Angleterre | FA Women's Super League                |
| UEFA          | Espagne    | Finetwork Liga F Nouveau               |
| UEFA          | France     | D1 Arkema                              |

#### Compétitions nationales masculines
La plupart des championnats sont les mêmes que dans FIFA 23 mais il faudra attendre la liste officielle des championnats pour en être sûr.
| Confédération | Pays                       | Division              | Remarques |
| ------------- | -------------------------- | --------------------- | --- |
| AFC           | Arabie saoudite            | ROSHN Saudi League    | |
| AFC           | Australie Nouvelle-Zélande | A-League              | |
| AFC           | Chine                      | CSL                   | |
| AFC           | Corée du Sud               | K League 1            | |
| AFC           | Inde                       | Indian Super League   | |
| CONCACAF      | États-Unis Canada          | MLS                   | |
| CONMEBOL      | Argentine                  | Primera División      | |
| UEFA          | Allemagne                  | Bundesliga            | |
| UEFA          | Allemagne                  | 2. Bundesliga         | |
| UEFA          | Allemagne                  | 3. Liga               | |
| UEFA          | Angleterre Pays de Galles  | Premier League        | |
| UEFA          | Angleterre Pays de Galles  | Championship          | |
| UEFA          | Angleterre Pays de Galles  | League One            | |
| UEFA          | Angleterre Pays de Galles  | League Two            | |
| UEFA          | Autriche                   | Ö. Bundesliga         | |
| UEFA          | Belgique                   | Jupiler Pro League    | |
| UEFA          | Danemark                   | Superligaen           | |
| UEFA          | Écosse                     | Scottish Premiership  | |
| UEFA          | Espagne Andorre            | LaLiga EA Sports FC   | |
| UEFA          | Espagne Andorre            | LaLiga Hypermotion    | |
| UEFA          | France Monaco              | Ligue 1 Uber Eats     | |
| UEFA          | France Monaco              | Ligue 2 BKT           | |
| UEFA          | Irlande Irlande du Nord    | Premier Division      | |
| UEFA          | Italie                     | Série A TIM           | Quatre clubs ont un nom fictif en raison d'un partenariat avec le jeu concurrent eFootball : l'Atalanta Bergame (Bergamo Calcio), la SS Lazio (Latium), le SSC Naples (Napoli FC) et l'AS Rome (Roma FC). |
| UEFA          | Italie                     | Série BKT             | Les clubs Calcio Lecco et Brescia FC avaient un nom et un logo fictif, ainsi que des joueurs génériques. Cela a été corrigé sur FC24 vers fin 2023, mais peut-être pas sur FC MOBILE.                     |
| UEFA          | Pays-Bas                   | Eredivisie            | |
| UEFA          | Norvège                    | Eliteserien           | |
| UEFA          | Pologne                    | Ekstraklasa           | |
| UEFA          | Portugal                   | Liga Portugal Betclic | |
| UEFA          | Roumanie                   | Liga I                | |
| UEFA          | Suède                      | Allsvenskan           | |
| UEFA          | Suisse                     | Super League          | |
| UEFA          | Turquie                    | Süper Lig             | |

### Autres clubs présents

#### Clubs masculins

##### Reste du monde
| Confédération | Pays                | Club             |            |
| ------------- | ------------------- | ---------------- | ---------- |
| AFC           | Émirats arabes unis | Ai-Aïn FC        |            |
| UEFA          | Chypre              | APOEL Nicosie    |            |
| UEFA          | Croatie             | Dinamo Zagreb    |            |
| UEFA          | Croatie             | Hadjuk Split     |            |
| UEFA          | Finlande            | HJK Helsinki     |            |
| UEFA          | Grèce               | AEK Athènes      |            |
| UEFA          | Grèce               | PAOK             |            |
| UEFA          | Grèce               | Panathinaïkós    |            |
| UEFA          | Hongrie             | Ferencváros TC   |            |
| UEFA          | Tchéquie            | Slavia Prague    |            |
| UEFA          | Tchéquie            | Sparta Prague    |            |
| UEFA          | Tchéquie            | Viktoria Plzeň   |            |
| UEFA          | Ukraine             | Chakhtar Donetsk |            |
| UEFA          | Ukraine             | Dynamo Kiev      |            |
| UEFA          | Monde               | Autres           | Soccer Aid |
| Europe        | Autres              | European XI*     |            |

*Club ajouté lors d'une mise à jour.

#### Clubs féminins

##### Reste du Monde
| Confédération | Pays     | Club                     |
| ------------- | -------- | ------------------------ |
| UEFA          | Écosse   | Glasgow City Nouveau     |
| UEFA          | Italie   | Juventus                 |
| UEFA          | Pays-Bas | Ajax Amsterdam Nouveau   |
| UEFA          | Portugal | Benfica Lisbonne Nouveau |
| UEFA          | Tchéquie | Slavia Prague Nouveau    |
| UEFA          | Suède    | FC Rosengård Nouveau     |
| UEFA          | Suisse   | FC Zurich Nouveau        |

### Stades
Avec plus de 100 stades déjà présents dans l'édition précédente, 11 nouveaux stades sont ajoutés dans FC 24. Les joueurs pourront notamment s'affronter dans deux arènes mythiques du football écossais : le Celtic Park et l'Ibrox Stadium. La communauté française peut également se réjouir de l'arrivée d'un quatrième stade en France qui est l'enceinte du LOSC Lille : le Décathlon Arena Stade Pierre-Mauroy.
| Pays                       | Championnat             | Stade                                  | Club                             | Capacité             |        |
| -------------------------- | ----------------------- | -------------------------------------- | -------------------------------- | -------------------- | ------ |
| Allemagne                  | Bundesliga              | Mewa Arena                             | 1. FSV Mainz 05                  | 34 034               |        |
| Allemagne                  | Bundesliga              | BayArena                               | Bayer Leverkusen                 | 30 210               |        |
| Allemagne                  | Bundesliga              | Vonovia Ruhrstadion Nouveau            | VfL Bochum                       | 29 299               |        |
| Allemagne                  | Bundesliga              | Signal Iduna Park                      | Borussia Dortmund                | 81 365               |        |
| Allemagne                  | Bundesliga              | Borussia-Park                          | Borussia Mönchengladbach         | 54 010               |        |
| Allemagne                  | Bundesliga              | Deutsche Bank Park                     | Eintracht Francfort              | 51 500               |        |
| Allemagne                  | Bundesliga              | WWK Arena                              | FC Augsbourg                     | 30 660               |        |
| Allemagne                  | Bundesliga              | RheinEnergieStadion                    | FC Cologne                       | 50 076               |        |
| Allemagne                  | Bundesliga              | Red Bull Arena                         | RB Leipzig                       | 47 069               |        |
| Allemagne                  | Bundesliga              | Europa-Park-Stadion                    | SC Fribourg                      | 34 700               |        |
| Allemagne                  | Bundesliga              | PreZero Arena                          | TSG 1899 Hoffenheim              | 30 150               |        |
| Allemagne                  | Bundesliga              | Stadion An der Alten Försterei         | Union Berlin                     | 22 012               |        |
| Allemagne                  | Bundesliga              | Mercedes-Benz Arena                    | VfB Stuttgart                    | 60 441               |        |
| Allemagne                  | Bundesliga              | Volkswagen-Arena                       | VfL Wolfsburg                    | 30 000               |        |
| Allemagne                  | Bundesliga              | Weserstadion                           | Werder Brême                     | 42 500               |        |
| Allemagne                  | 2. Bundesliga           | Max-Morlock-Stadion                    | 1. FC Nuremberg                  | 50 000               |        |
| Allemagne                  | 2. Bundesliga           | Schüco Arena                           | Arminia Bielefeld                | 26 137               |        |
| Allemagne                  | 2. Bundesliga           | Merkur Spiel-Arena                     | Fortuna Düsseldorf               | 51 500               |        |
| Allemagne                  | 2. Bundesliga           | Sportpark Ronhof Thomas Sommer Nouveau | Greuther Fürth                   | 15 606               |        |
| Allemagne                  | 2. Bundesliga           | Volksparkstadion                       | Hambourg SV                      | 57 000               |        |
| Allemagne                  | 2. Bundesliga           | HDI-Arena                              | Hanovre 96                       | 49 000               |        |
| Allemagne                  | 2. Bundesliga           | Olympiastadion                         | Hertha Berlin                    | 74 475               |        |
| Allemagne                  | 2. Bundesliga           | Benteler-Arena                         | SC Paderborn 07                  | 15 000               |        |
| Allemagne                  | 2. Bundesliga           | Veltins-Arena                          | Schalke 04                       | 62 271               |        |
| Allemagne                  | 2. Bundesliga           | Millerntor-Stadion Nouveau             | FC St. Pauli                     | 29 546               |        |
| Angleterre                 | Matchs internationaux   | Wembley Stadium                        | Équipe d'Angleterre              | 90 000               |        |
| Angleterre                 | Premier League          | Vitality Stadium                       | AFC Bournemouth                  | 12 000               |        |
| Angleterre                 | Premier League          | Emirates Stadium                       | Arsenal FC                       | 60 704               |        |
| Angleterre                 | Premier League          | Villa Park                             | Aston Villa                      | 42 788               |        |
| Angleterre                 | Premier League          | Brentford Community Stadium            | Brentford FC                     | 17 250               |        |
| Angleterre                 | Premier League          | Falmer Stadium                         | Brighton & Hove Albion           | 31 800               |        |
| Angleterre                 | Premier League          | Turf Moor                              | Burnley FC                       | 21 401               |        |
| Angleterre                 | Premier League          | Stamford Bridge                        | Chelsea FC                       | 40 341               |        |
| Angleterre                 | Premier League          | Selhurst Park                          | Crystal Palace                   | 26 309               |        |
| Angleterre                 | Premier League          | Goodison Park                          | Everton FC                       | 40 157               |        |
| Angleterre                 | Premier League          | Craven Cottage                         | Fulham FC                        | 25 700               |        |
| Angleterre                 | Premier League          | Anfield                                | Liverpool FC                     | 54 074               |        |
| Angleterre                 | Premier League          | Kenilworth Road Nouveau*               | Luton Town                       | 10 356               |        |
| Angleterre                 | Premier League          | Etihad Stadium                         | Manchester City                  | 55 017               |        |
| Angleterre                 | Premier League          | Old Trafford                           | Manchester United                | 74 310               |        |
| Angleterre                 | Premier League          | St James' Park                         | Newcastle United                 | 52 401               |        |
| Angleterre                 | Premier League          | City Ground                            | Nottingham Forest                | 30 576               |        |
| Angleterre                 | Premier League          | Bramall Lane                           | Sheffield United                 | 32 050               |        |
| Angleterre                 | Premier League          | Tottenham Hotspur Stadium              | Tottenham Hotspur                | 62 850               |        |
| Angleterre                 | Premier League          | Stade de Londres                       | West Ham United                  | 66 000               |        |
| Angleterre                 | Premier League          | Molineux Stadium                       | Wolverhampton Wanderers          | 31 700               |        |
| Angleterre                 | EFL Championship        | Cardiff City Stadium                   | Cardiff City                     | 33 316               |        |
| Angleterre                 | EFL Championship        | Kirklees Stadium                       | Huddersfield Town                | 24 500               |        |
| Angleterre                 | EFL Championship        | MKM Stadium                            | Hull City                        | 25 586               |        |
| Angleterre                 | EFL Championship        | Elland Road                            | Leeds United                     | 37 890               |        |
| Angleterre                 | EFL Championship        | King Power Stadium                     | Leicester City                   | 32 262               |        |
| Angleterre                 | EFL Championship        | Riverside Stadium                      | Middlesbrough FC                 | 35 100               |        |
| Angleterre                 | EFL Championship        | Carrow Road                            | Norwich City                     | 27 244               |        |
| Angleterre                 | EFL Championship        | Loftus Road                            | Queens Park Rangers              | 18 360               |        |
| Angleterre                 | EFL Championship        | St Mary's Stadium                      | Southampton FC                   | 32 689               |        |
| Angleterre                 | EFL Championship        | Bet365 Stadium                         | Stoke City                       | 27 500               |        |
| Angleterre                 | EFL Championship        | Stadium of Light                       | Sunderland AFC                   | 48 353               |        |
| Angleterre                 | EFL Championship        | Swansea.com Stadium                    | Swansea City                     | 20 532               |        |
| Angleterre                 | EFL Championship        | The Hawthorns                          | West Bromwich Albion             | 26 484               |        |
| Angleterre                 | EFL Championship        | Vicarage Road                          | Watford FC                       | 20 877               |        |
| Angleterre                 | EFL League One          | Fratton Park                           | Portsmouth FC                    | 20 821               |        |
| Angleterre                 | FA Women's Super League | Academy Stadium                        | Manchester City Féminines        | 7 000                |        |
| Arabie saoudite            | MBS Pro League          | King Abdullah Sports City              | Al-Ahli Al-Ittihad               | 62 241               |        |
| Arabie saoudite            | MBS Pro League          | King Fahd Stadium                      | Al-Hilal Al-Nassr Al-Shabab      | 67 000               |        |
| Argentine                  | LPF                     | Estadio Alberto J. Armando             | Boca Juniors                     | 57 200               |        |
| Argentine                  | LPF                     | Estadio Libertadores de América        | CA Independiente                 | 50 595               |        |
| Argentine                  | LPF                     | Estadio Presidente Perón               | Racing Club                      | 51 389               |        |
| Écosse                     | Scottish Premiership    | Celtic Park Nouveau                    | Celtic Football Club             | 60 857               |        |
| Écosse                     | Scottish Premiership    | Ibrox Stadium Nouveau                  | Glasgow Rangers                  | 50 987               |        |
| Espagne                    | LaLiga EA Sports        | Power Horse Stadium Nouveau            | UD Almería                       | 15 200               |        |
| Espagne                    | LaLiga EA Sports        | San Mamés                              | Athletic Club                    | 53 289               |        |
| Espagne                    | LaLiga EA Sports        | Wanda Metropolitano                    | Atlético Madrid                  | 67 804               |        |
| Espagne                    | LaLiga EA Sports        | Nuevo Mirandilla                       | Cádiz CF                         | 20 724               |        |
| Espagne                    | LaLiga EA Sports        | Abanca Balaìdos                        | Celta de Vigo                    | 29 000               |        |
| Espagne                    | LaLiga EA Sports        | Coliseum Alfonso Pérez                 | Getafe CF                        | 17 393               |        |
| Espagne                    | LaLiga EA Sports        | Estadi Montilivi                       | Girona FC                        | 14 020               |        |
| Espagne                    | LaLiga EA Sports        | Estadio El Sadar                       | CA Osasuna                       | 23 576               |        |
| Espagne                    | LaLiga EA Sports        | Estadio de Vallecas                    | Rayo Vallecano                   | 14 708               |        |
| Espagne                    | LaLiga EA Sports        | Visit Mallorca Estadi                  | RCD Majorque                     | 23 142               |        |
| Espagne                    | LaLiga EA Sports        | Benito Villamarín                      | Real Betis                       | 60 720               |        |
| Espagne                    | LaLiga EA Sports        | Estadio Santiago Bernabéu              | Real Madrid                      | 81 044               |        |
| Espagne                    | LaLiga EA Sports        | Reale Arena                            | Real Sociedad                    | 40 000               |        |
| Espagne                    | LaLiga EA Sports        | Estadio José Zorrilla                  | Real Valladolid                  | 26 512               |        |
| Espagne                    | LaLiga EA Sports        | Ramón Sánchez-Pizjuán                  | Séville FC                       | 43 883               |        |
| Espagne                    | LaLiga EA Sports        | Estadio de Gran Canaria                | UD Las Palmas                    | 31 250               |        |
| Espagne                    | LaLiga EA Sports        | Mestalla                               | Valencia CF                      | 53 000               |        |
| Espagne                    | LaLiga EA Sports        | Estadio de la Cerámica                 | Villarreal CF                    | 23 500               |        |
| Espagne                    | LaLiga Hypermotion      | Estadio Municipal de Butarque          | CD Leganés                       | 12 454               |        |
| Espagne                    | LaLiga Hypermotion      | Estadio de Mendizorroza                | Deportivo Alavés                 | 19 840               |        |
| Espagne                    | LaLiga Hypermotion      | Stade Martínez Valero Nouveau          | Elche CF                         | 31 388               |        |
| Espagne                    | LaLiga Hypermotion      | Estadio Nuevo Los Carmenes             | Granada CF                       | 22 524               |        |
| Espagne                    | LaLiga Hypermotion      | Estati Ciutat de Valencia              | Levante UD                       | 25 364               |        |
| Espagne                    | LaLiga Hypermotion      | RCDE Stadium                           | RCD Espanyol                     | 40 500               |        |
| Espagne                    | LaLiga Hypermotion      | Municipal de Ipùrua                    | SD Eibar                         | 7 083                |        |
| Espagne                    | LaLiga Hypermotion      | El Alcoraz                             | SD Huesca                        | 7 500                |        |
| Espagne                    | LaLiga Hypermotion      | Finetwork Liga F                       | Stade Alfredo-Di-Stéfano Nouveau | Real Madrid Féminine | 6 000  |
| Espagne                    | États-Unis Canada       | MLS                                    | Mercedes-Benz Stadium            | Atlanta United       | 72 243 |
| Dignity Health Sports Park | États-Unis Canada       | MLS                                    | LA Galaxy                        | 27 000               |        |
| Banc of California Stadium | États-Unis Canada       | MLS                                    | Los Angeles FC                   | 22 000               |        |
| Red Bull Arena             | États-Unis Canada       | MLS                                    | Red Bull New York                | 25 189               |        |
| Providence Park            | États-Unis Canada       | MLS                                    | Portland Timbers                 | 25 218               |        |
| Lumen Field                | États-Unis Canada       | MLS                                    | Seattle Sounders                 | 69 000               |        |
| BC Place                   | États-Unis Canada       | MLS                                    | Vancouver Whitecaps              | 21 000               |        |
| France                     | Ligue 1 Uber Eats       | Décathlon Arena Nouveau                | LOSC Lille                       | 50 187               |        |
| France                     | Ligue 1 Uber Eats       | Groupama Stadium                       | Olympique lyonnais               | 59 186               |        |
| France                     | Ligue 1 Uber Eats       | Orange Vélodrome                       | Olympique de Marseille           | 67 394               |        |
| France                     | Ligue 1 Uber Eats       | Parc des Princes                       | Paris Saint-Germain              | 47 929               |        |
| Italie                     | Serie A TIM             | San Siro Statio Giuseppe Meazza        | AC Milan Inter Milan             | 80 018               |        |
| Italie                     | Serie A TIM             | Juventus Stadium                       | Juventus                         | 41 507               |        |
| Italie                     | Serie A TIM             | Stadio Friuli Nouveau                  | Udinese Calcio                   | 25 144               |        |
| Pays-Bas                   | Eredivisie              | Johan Cruyff ArenA                     | Ajax Amsterdam                   | 55 500               |        |
| Pays-Bas                   | Eredivisie              | Philips Stadion                        | PSV Eindhoven                    | 35 000               |        |
| Portugal                   | Liga Portugal           | Estádio do Dragão                      | FC Porto                         | 50 033               |        |
| Portugal                   | Liga Portugal           | Estádio da Luz                         | SL Benfica                       | 64 642               |        |
| Turquie                    | Süper Lig               | Atatürk Olimpiyat Stadium              | Fatih Karagümrük SK              | 75 145               |        |
| Reste du monde             |                         | Donbass Arena                          | Chakhtar Donetsk ( Ukraine)      | 51 504               |        |

*Stade ajouté lors d'une mise à jour.

## Développement
EA Sports FC 24 est la suite de la série de jeux vidéo FIFA, dont le dernier opus est FIFA 23. En effet, n'ayant pas pu trouver un accord avec la FIFA, l'entreprise américaine Electronic Arts ne peut plus utiliser ce nom pour le nommage de ses jeux de simulation de football. Le prochain jeu, qui aurait dû se nommer FIFA 24, a ainsi pour nom EA Sports FC 24.

### Bande-son
La bande-son du jeu est composée de 87 morceaux.
| Artiste                                             | Titre                                 | Pays                           |
| --------------------------------------------------- | ------------------------------------- | ------------------------------ |
| 070 Shake                                           | Black Dress                           | États-Unis                     |
| 2hollis                                             | poster boy                            | États-Unis                     |
| Animal Collective                                   | Soul Capturer                         | États-Unis                     |
| Ariete                                              | AVVISO                                | Italie                         |
| Ashnikko                                            | Worms                                 | États-Unis                     |
| Awich, Tsubaki, OZworld, Chico Carlito              | RASEN in OKINAWA                      | Japon                          |
| Baby Keem, Kendrick Lamar                           | The Hillbillies                       | États-Unis                     |
| Baby Mala                                           | 1,2 & Mer                             | Brésil                         |
| Baby Queen (en)                                     | We Can Be Anything                    | Afrique du Sud                 |
| Barry Can't Swim (en), Surya Sen                    | Always Get Through To You             | Royaume-Uni                    |
| Bas, J. Cole                                        | Passport Bros                         | États-Unis                     |
| Belters Only, Micky Modelle (en), Simone Denny (en) | Superstar                             | Canada Irlande du Nord Irlande |
| Bianca Oblivion, Eliza Legzdina                     | EZ 4 Me                               | États-Unis Lettonie            |
| blackwave. (en), Lute (en)                          | cracked screen                        | Belgique États-Unis            |
| The Blaze                                           | Lonely                                | France                         |
| The Blessed Madonna, Jacob Lusk (en), Gabriels      | Mercy                                 | États-Unis                     |
| Bree Runway                                         | THAT GIRL                             | Royaume-Uni                    |
| Channel Tres                                        | 6am                                   | États-Unis                     |
| Charli Brix, Visages, DRS                           | I Can't Stay                          | Royaume-Uni                    |
| Charlotte Devaney (en)                              | My Way                                | Royaume-Uni                    |
| Dahi (en), Elmiene                                  | Shame                                 | États-Unis Royaume-Uni         |
| DameDame*                                           | A STRANGER                            | Royaume-Uni                    |
| Disrupta                                            | Dreaming Of You                       | Royaume-Uni                    |
| Doktor, Serum, Assassin (en)                        | Why You Waiting?                      | Jamaïque                       |
| Droeloe (en), Imanu (en)                            | CATALYST                              | Pays-Bas                       |
| DRS, Duskee, Disrupta                               | Waiting To Go                         | Royaume-Uni                    |
| Dumb Buoys Fishing Club, Merlyn Wood                | FORMULA                               | États-Unis                     |
| Effy, Flowdan (en)                                  | Stone                                 | Royaume-Uni                    |
| English Teacher                                     | The World's Biggest Paving Slab       | Royaume-Uni                    |
| Ezekiel                                             | there she goes                        | Royaume-Uni                    |
| Fliptrix                                            | So Clear                              | Royaume-Uni                    |
| Fred Again, Obongjayar                              | adore u                               | Royaume-Uni Nigeria            |
| Freq Motif, Magugu                                  | Tings My Way                          | Canada Nigeria Royaume-Uni     |
| Frost Children                                      | Flatline                              | États-Unis                     |
| Gardna, Unglued                                     | R.A.V.E.A.S.A.P. (Unglued Remix)      | Royaume-Uni                    |
| Genesis Owusu (en)                                  | What Comes Will Come                  | Ghana Australie                |
| Gus Dapperton                                       | The Stranger                          | États-Unis                     |
| Hak Baker (en)                                      | DOOLALLY                              | Royaume-Uni                    |
| Halogenix, Sparkz                                   | Sekkle In                             | Royaume-Uni                    |
| Dardan                                              | Killa                                 | Allemagne                      |
| Higgo, mustbejohn                                   | I Just Wanna Dance                    | Royaume-Uni                    |
| Illaman, Pitch 92, PAV4N                            | Absolutely Tidy                       | Royaume-Uni                    |
| ill peach                                           | HOLD ON                               | États-Unis                     |
| Imanu (en), Tudor, Machinedrum                      | Haunt My Mind - Machinedrum Remix     | États-Unis                     |
| Insincere                                           | smile                                 | Royaume-Uni                    |
| Jack Harlow                                         | They Don't Love It                    | États-Unis                     |
| Jeshi (en), Obongjayar, Westside Boogie (en)        | Protein v2                            | Royaume-Uni Nigeria            |
| Jords (en), Jordan Mackampa (en)                    | FIST IN THE SKY                       | Royaume-Uni                    |
| Kabeaushé                                           | THIS DISHES AIN'T GONNA DO THEMSELVES | Kenya                          |
| Kah-Lo (en)                                         | Get It                                | États-Unis                     |
| Kaleena Zanders, Shift K3Y (en)                     | V I B R A T I O N                     | États-Unis                     |
| Karol G                                             | BICHOTAG                              | Colombie                       |
| KayCyy (en)                                         | Who Else Would It Be                  | Kenya                          |
| Killer Mike, El-P, thankugoodsir                    | DON'T LET THE DEVIL                   | États-Unis                     |
| King Krule                                          | Seaforth                              | Royaume-Uni                    |
| La Fine Équipe, Gaël Faye                           | Pemmican                              | France                         |
| The Last Dinner Party                               | Nothing Matters                       | Royaume-Uni                    |
| Lovejoy                                             | Portrait of a Blank State             | Royaume-Uni                    |
| M83                                                 | Amnesia                               | France                         |
| Major Lazer, Major League Djz, Brenda Fassie        | Mamgobhozi                            | États-Unis Afrique du Sud      |
| Mandy, Indiana (en)                                 | Pinking Shears                        | Royaume-Uni France             |
| Matata, Liam Bailey (en)                            | Not Today                             | Royaume-Uni                    |
| Meduza, Sam Tompkins (en), Em Beihold               | Phone                                 | États-Unis Italie              |
| Miss Grit                                           | Follow the Cyborg                     | Etats-Unis                     |
| Myke Towers                                         | LALA                                  | Puerto Rico                    |
| Ninho, Central Cee                                  | Eurostar                              | France Royaume-Uni             |
| Odesza, Yellow House                                | Heavier                               | États-Unis                     |
| Overmono (en)                                       | Good Lies                             | Royaume-Uni                    |
| Peter Xan                                           | Hostage                               | Royaume-Uni                    |
| Piri (en), Tommy Villiers (en)                      | nice 2 me                             | Royaume-Uni                    |
| Police Car Collective, Cole Bleu                    | EYELIDS                               | Royaume-Uni                    |
| The Rolling Stones                                  | Angry                                 | Royaume-Uni                    |
| Romy                                                | The Sea                               | Royaume-Uni                    |
| Royel Otis                                          | Going Kokomo                          | Australie                      |
| Run the Jewels, Baco Exu do Blues (en), Trooko      | fuera de vista                        | États-Unis                     |
| Salute                                              | Wait For It                           | Autriche                       |
| Sam Gellaitry, Jengi                                | Assumptions                           | Royaume-Uni                    |
| Shakes                                              | Better Than I?                        | Royaume-Uni                    |
| Sid Sriram                                          | The Hard Way                          | États-Unis                     |
| Skinny Local, Cartel Madras (en)                    | MMM                                   | Canada                         |
| Skrillex, Fred Again.., Flowdan (en)                | Rumble                                | États-Unis Royaume-Uni         |
| Slumberjack (en), The Kite String Tangle            | Paradox                               |                                |
| Smino (en), Doechii, Fatman Scoop                   | Pro Freak                             | États-Unis                     |
| Snakehips, Tkay Maidza                              | Show Me The Money                     | Royaume-Uni Zimbabwe           |
| Souls Of Creation, Bobbie Johnson                   | I Go Get It                           |                                |
| Stormzy                                             | Longevity Flow                        | Royaume-Uni                    |
| Swim School                                         | BORED                                 |                                |
| Ternion Sound, P4VAN, Strategy, Hypho               | Relentless                            |                                |
| Walker.                                             | TOMMY                                 |                                |
| Whenyoung                                           | Gan Ainm                              |                                |
| Willo, Niina                                        | i've got a bf (best friend)           |                                |
| Winston Surfshirt (en), Young Franco (en)           | Complicated                           |                                |
| Yaeji                                               | For Granted                           | États-Unis                     |
| Zack Bia (en), 347aidan (en), Lil Yachty            | One Of Those Days                     | États-Unis                     |
| Zakes Bantwini (en), Kasango, Bruno Be, Ralk        | Osama                                 | Afrique du Sud                 |

## Accueil

### Distinctions
Lors des Steam Awards de 2023, le jeu est nommé dans les catégories « jeu de l'année » et « meilleur jeu auquel vous êtes une nullité ».
| Année | Prix         | Catégorie                                 | Résultat   |
| ----- | ------------ | ----------------------------------------- | ---------- |
| 2023  | Steam Awards | Jeu de l'année                            | Nomination |
| 2023  | Steam Awards | Meilleur jeu auquel vous êtes une nullité | Nomination |